# Roca Sales
Roca Sales este un oraș în Rio Grande do Sul (RS), Brazilia.